# Limmattaler Zeitung
Die Limmattaler Zeitung ist eine regionale Tageszeitung des Limmattals im schweizerischen Kanton Zürich. Seit dem 1. Oktober 2018 wird sie vom Medienunternehmen CH Media herausgegeben. Zuvor gehörte sie den AZ Medien.

## Inhalt
Die Limmattaler Zeitung erscheint werktäglich und hat ihren Sitz in Dietikon. Seit dem 16. September 2006 erscheint sie wie die Aargauer Zeitung, das Oltner Tagblatt, die Solothurner Zeitung, das Grenchner Tagblatt, die bz – Zeitung für die Region Basel und das Zofinger Tagblatt als Kopfblatt der Nordwestschweiz.
Neben den Rubriken Region gibt es die Sparten Schweiz, International, Sport, Wirtschaft und Unterhaltung. Unter der Überschrift Blaulicht finden sich Berichte über Ereignisse aus Polizei- und Feuerwehrreports.

## Geschichte
Ab 1861 erschien in Zürich die liberale Zeitung die Limmat, die 1903 im freisinnig-demokratischen Limmattaler aufging. Deren Redaktor um 1905 war Arthur Steinmann. Der Limmattaler mit Sitz in Dietikon war das amtliche Publikationsorgan für die Gemeinden Dietikon, Oetwil, Geroldswil und Bergdietikon und wurde von der Verlegerfamilie Oscar Hummel (Chefredaktor ab 1929) herausgegeben. Das 1934 gegründete Limmattaler Tagblatt mit Sitz in Altstetten als Nachfolger der 1890 gegründeten Zeitung Anzeiger für das Limmattal war das Amtsblatt für die Gemeinden Schlieren, Urdorf, Birmensdorf, Aesch, Uitikon, Ober- und Unterengstringen sowie Weiningen und wurde von der Verlegerfamilie Hugo Schraner herausgegeben. Die beiden Verleger veräusserten später ihre Aktienanteile.
Ende 1972 wurde die «Der Limmattaler AG» in Dietikon gegründet. Die Gesellschaft übernahm neben den Rechten an den Titeln Der Limmattaler und Limmattaler Tagblatt Maschinen und Druckereieinrichtungen.
1987 fusionierte Der Limmattaler mit der Limmat-Zeitung zum neuen Limmattaler Tagblatt.
Im Sommer 1997 änderte die Gesellschaft den Namen in «Limmattaler Tagblatt AG» und 2008 in «Limmattaler Medien AG», nachdem die Zeitung selbst bereits im September 2007 den Namen in Limmattaler Zeitung geändert hatte. Der Name Limmattaler Tagblatt verschwand so nach 170 Jahren. Die Gesellschaft wurde im Juni 2010 gelöscht, nachdem sie im Vormonat mit der «Aargauer Zeitung AG», Baden, fusioniert hatte. Im gleichen Jahr wurde der Bezirksanzeiger Dietikon in die Limmattaler Zeitung integriert.
Von September 2007 bis Februar 2017 erschien die Sonntagszeitung Schweiz am Sonntag (bis 2013 Sonntag) als siebte Ausgabe der az Nordwestschweiz und damit der Limmattaler Zeitung. Seit dem 4. März 2017 gibt die Nordwestschweiz samstags für die Zeitungen des Verbundes eine ausgebaute Wochenendausgabe unter dem Namen Schweiz am Wochenende heraus.
Von 2008 bis Mitte 2019 hiess die Zeitung az Limmattaler Zeitung, seither erscheint sie unter dem Titel Limmattaler Zeitung.
Chefredaktor der Limmattaler Zeitung war seit dem 1. Juni 2011 Jürg Krebs. Davor war er neun Jahre stellvertretender Chefredaktor. Er trat 1998 ins heutige Unternehmen AZ Medien ein. Am 1. Januar 2016 wurde Bettina Hamilton-Irvine neue Chefredaktorin. Auf sie folgte am 1. März 2018 David Egger.
2018 brachten die AZ Medien die Limmattaler Zeitung und die übrigen in ihrem Besitz stehenden Blätter des Verbundes Nordwestschweiz in das mit der NZZ-Mediengruppe gegründete Medienunternehmen CH Media ein. Dieses umfasst zudem die Regionalzeitungen der NZZ-Mediengruppe St. Galler Tagblatt und Luzerner Zeitung sowie die Radio- und TV-Stationen beider Unternehmen und weitere Geschäftsteile. Die Betriebsaufnahme erfolgte am 1. Oktober 2018.
Im Januar 2021 modernisierte CH Media die digitalen Newsportale all ihrer Zeitungstitel, so auch der Limmattaler Zeitung. Im Zuge dieses Relaunches wurden Gemeindeseiten eingeführt und ein Bezahlmodell für Onlineinhalte etabliert. Das Nachrichtenportal der Limmattaler Zeitung ist unter limmattalerzeitung.ch erreichbar und verzeichnete im Jahr 2024 durchschnittlich 48'000 Unique Users pro Monat.